# Intento de asesinato de Lee Jae-myung
El Apuñalamiento a Lee Jae-myung fue un apuñalamiento, ocurrido el 2 de enero de 2024, cuando el líder del Partido Demócrata de Corea, Lee Jae-myung, fue apuñalado mientras visitaba las obras de construcción de un aeropuerto en Gadeokdo, Busan. Lee fue hospitalizado en la Universidad Nacional de Pusan veinte minutos después del ataque y posteriormente fue trasladado en helicóptero al Hospital de la Universidad Nacional de Seúl en estado consciente. El sospechoso fue arrestado en el lugar y declaró que sus intenciones eran asesinar a Lee.

## Antecedentes
La violencia política ha ocurrido varias veces antes en Corea del Sur. En el 2006, la entonces líder del Partido Libertad de Corea, Park Geun-hye, fue atacada con un cuchillo en un evento, mientras que su padre, Park Chung-hee, fue asesinado por su jefe de espías en 1979. En 2015, el embajador de Estados Unidos en Corea del Sur, Mark  Lippert, sobrevivió. un ataque con arma blanca mientras asistía a un desayuno-conferencia en Seúl.  En el 2022, el entonces líder del Partido Demócrata de Corea, Song Young-gil, fue atacado con un martillo.
En las elecciones presidenciales de 2022, Lee perdió por poco ante Yoon Suk-yeol.
El 7 de mayo del 2022, Lee declaró su candidatura en las elecciones parciales de Corea del Sur de junio de 2022 para el puesto vacante del Distrito B de Incheon Gyeyang en la Asamblea Nacional. Lee ganó el escaño en las elecciones del 1 de junio de 2022. Posteriormente, fue elegido líder del Partido Demócrata de Corea el 28 de agosto.
En el momento del ataque, Lee estaba siendo procesado por corrupción, acusaciones que él negó y dijo que tenían motivaciones políticas.  El ataque tuvo lugar casi tres meses antes de las elecciones legislativas de 2024.

## Momento del ataque

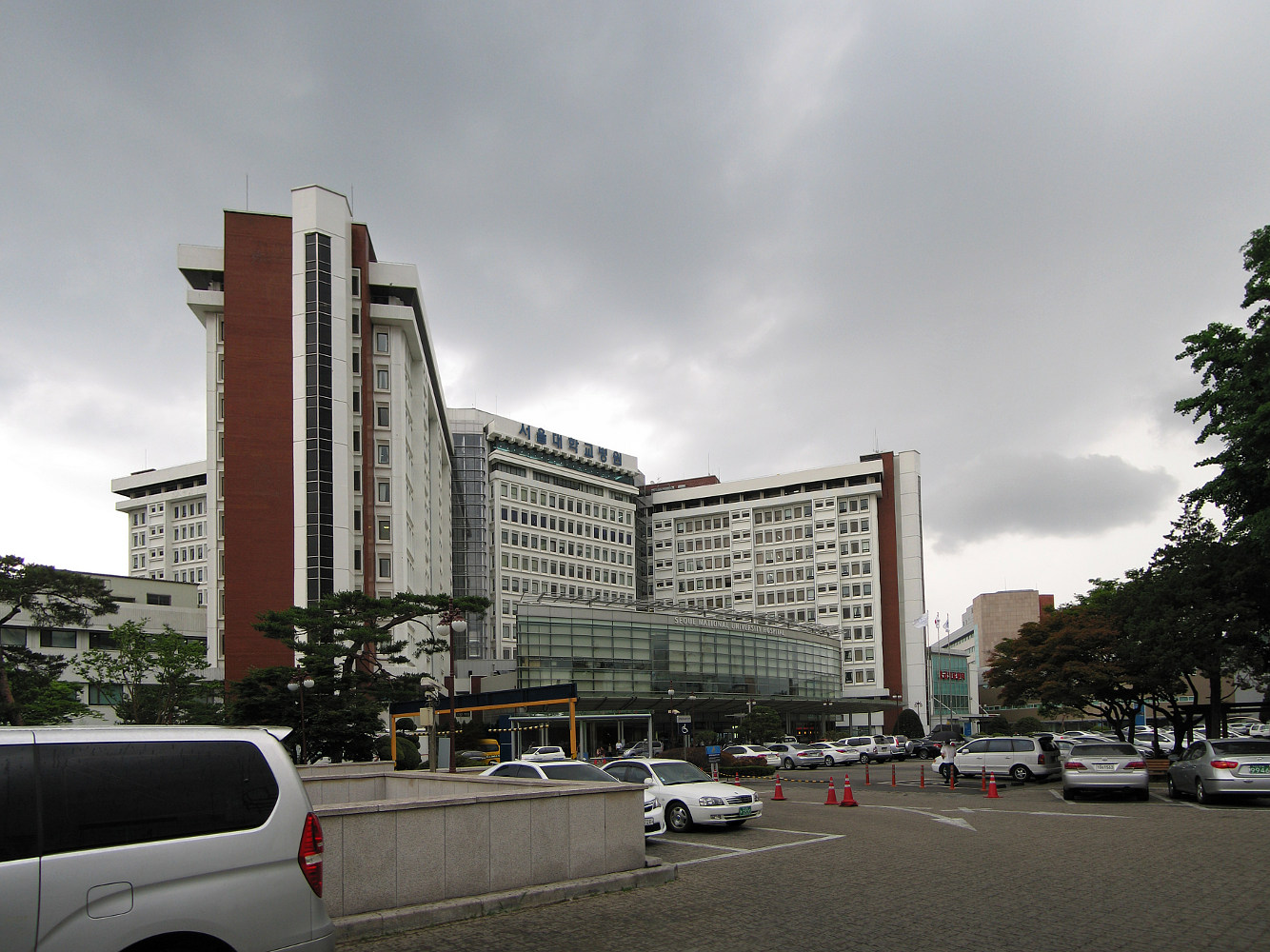
El Hospital Universitario de Seúl, donde Jae-myung, fue transferido para ser sometido a cirugía para poder salvar su vida

El 2 de enero, Lee estaba celebrando una conferencia de prensa en el nuevo aeropuerto de Gadeoko. A las 10:27 a. m. hora local de Corea del Sur, un individuo se acercó a Lee y le pidió un autógrafo antes de apuñalarlo en el lado izquierdo del cuello. Los funcionarios en el lugar inmediatamente protegieron a Lee y uno de ellos le cubrió el cuello con un paño. Se informó que Lee estaba sangrando pero seguía consciente. Lee fue trasladado a una ambulancia a las 10:47 a. m. y llegó al centro regional de traumatología del Hospital Universitario de Nacional de Pusan a las 11:16 a. m. Posteriormente fue trasladado en helicóptero al Hospital Universitario Nacional de Seúl en estado consciente.
Se informó que Lee sufrió un corte de 1 cm en el cuello, con un sangrado leve. Los funcionarios médicos del Hospital Universitario Nacional de Pusan dijeron que Lee sufrió daños en la vena yugular y estaban preocupados por una hemorragia masiva adicional.
Lee se sometió a una cirugía de emergencia en el Hospital de la Universidad Nacional de Seúl más tarde ese mismo día. Los funcionarios del Partido Demócrata dijeron que la cirugía "tomó más tiempo de lo esperado" y los funcionarios médicos estaban siguiendo de cerca su progreso.
El evento fue grabado en vivo con imágenes de video del ataque transmitidas por estaciones de radiodifusión de Corea del Sur.
Un testigo dijo que más de una docena de policías estaban presentes en el momento del ataque.

## Perpetrador
El sospechoso, que llevaba una corona de papel que decía "Soy Lee Jae-myung" y llevaba un cartel que decía "200 escaños en la Asamblea Nacional", fue arrestado de inmediato. En diciembre del 2023, el sospechoso había asistido previamente a un evento en el que Lee encabezó los titulares en Busan, con imágenes de vídeo que mostraban al sospechoso esperando a Lee, pero sin poder establecer contacto cercano. El sospechoso llevaba la misma corona de papel con las palabras "Soy Lee Jae-myung" que llevaba en el ataque de enero. En una conferencia de prensa, la policía afirmó que el sospechoso había comprado su arma en línea. El arma utilizada fue descrita como un cuchillo de 18 centímetros de largo. El portavoz del Partido Demócrata, Kwon Chil-seung, dijo durante una sesión informativa que se cree que el atacante utilizó un cuchillo de sashimi. Un medio de comunicación informó que se negó a responder preguntas sobre sus motivos.
Horas después del ataque, la policía identificó al sospechoso con el apellido Kim. La Agencia de Policía Metropolitana de Busan dijo que planea acusar a Kim de intento de asesinato, ya que confesó que tenía la intención de matar a Lee.

## Reacciones
El presidente Yoon Suk-yeol declaró que el apuñalamiento fue un "acto de terror... y una grave amenaza a la democracia" y ordenó a las autoridades que iniciaran una investigación sobre el ataque. El portavoz del Partido Demócrata, Kwon Chil-seung, declaró: "Este incidente es un ataque terrorista al representante Lee Jae-myung y una grave amenaza a la democracia que no debería ocurrir bajo ninguna circunstancia".
Yoon Hee-keun, comisionado general de la Agencia Nacional de Policía, anunció la formación de un equipo de investigación especial en Busan para realizar una investigación sobre el ataque.